# Eugen Siempelkamp

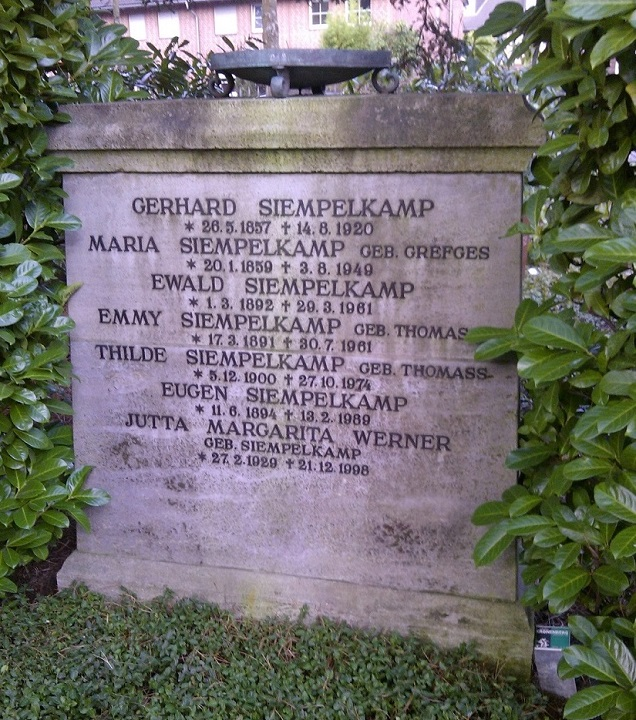
Grób rodzinny Eugena Siempelkampa

Eugen Simpelkamp (ur. 11 czerwca 1894, zm. 13 lutego 1989 w Krefeld) – as lotnictwa niemieckiego Luftstreitkräfte z 5 potwierdzonymi  zwycięstwami w I wojnie światowej. Dowódca eskadry myśliwskiej Jagdstaffel 64

## Informacje ogólne
Służył w Jagdstaffel 4 od 2 marca 1918 roku. Pierwsze zwycięstwo odniósł 1 kwietnia 1918 roku, 10 kwietnia został przeniesiony do Jagdstaffel 29, w której odniósł dwa zwycięstwa latając samolotem Fokker Dr.I. 25 lipca został mianowany dowódcą Königlich Württembergische Jagdstaffel Nr. 64, obowiązki pełnił do 14 września, kiedy po odniesieniu swojego 5. zwycięstwa został ciężko ranny i nie powrócił już do służby.
Po wojnie od 1919 roku powrócił do rodzinnej firmy G. Siempelkamp GmbH & Co. KG.